# Hegibach (Wildbach)
Der Zürcher Hegibach ist ein heute grösstenteils eingetunnelter Bach, der in der Stadt Zürich im Hirslandenquartier fliesst.
Wo das Wasser des Hegibachs heute seinen Weg findet, ist über weite Strecken gut verborgen. Die frühere Gewässerführung bleibt nur noch anhand der Strassennamen einigermassen erkennbar: Der Hegibach gab seinen Namen dem Hegibachplatz und der Hegibachstrasse. Unterhalb des Klusplatzes lag der Bachlauf aber etwas südlich der Hegibachstrasse.

## Verlauf

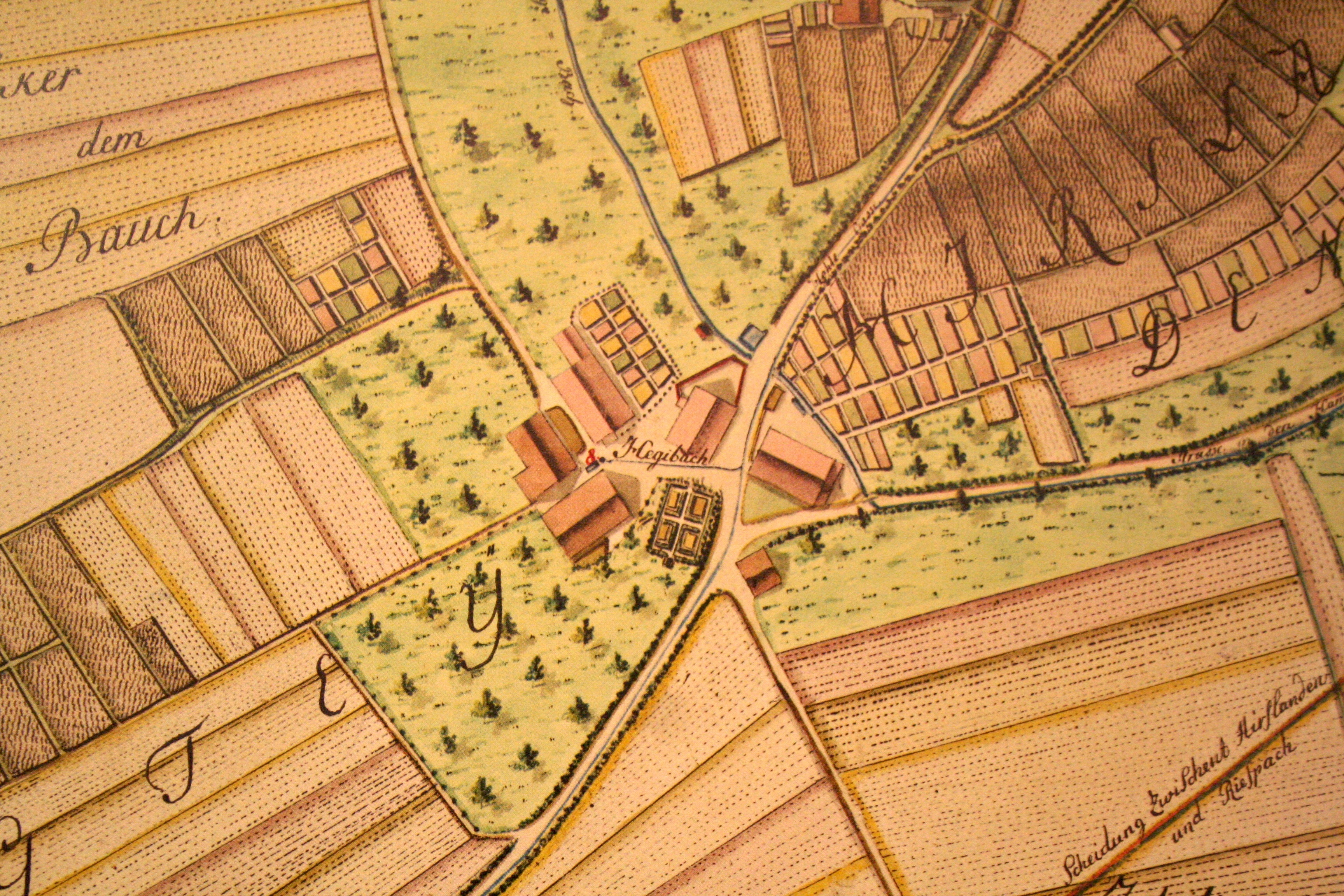
Hegibach und Hegibachplatz auf dem Müllerplan vom (1794)

Der Bach kommt aus der Hegibachklus zwischen Dolder und Degenried und verschwindet schon am Waldrand, auf der Höhe der Liegenschaft Hegibachstrasse 149 oberhalb des Klusplatzes, in der Unterwelt. Frei fliesst er sodann nochmals ein kurzes Stück hinter den Häusern Hegibachstr. 128/130. Danach ist er endgültig eingedolt, um dann weiter unten bei der Mündung in den Hornbach – der hier allerdings noch Wildbach heisst – wieder ans Tageslicht zu treten. Der in einen Betonkanal eingebundene Hornbach mündet wenig weiter in den Parkanlagen zwischen dem Freibad Tiefenbrunnen und dem Zürichhorn am rechten Ufer in den Zürichsee.
Im untersten freien Stück des Baches legen die geschützten Feuersalamander jedes Jahr ihre Larven ab, die zu erwachsenen Tieren heranwachsen, sofern der Bach bis Mitte Juli genügend Wasser führt. Die Quellen des Hegibachs werden grösstenteils durch die Zürcher Wasserversorgung genutzt.

Der 1799 noch offen und frei fliessende Hegibach musste von den Österreichern in der Ersten Schlacht von Zürich überschritten werden.

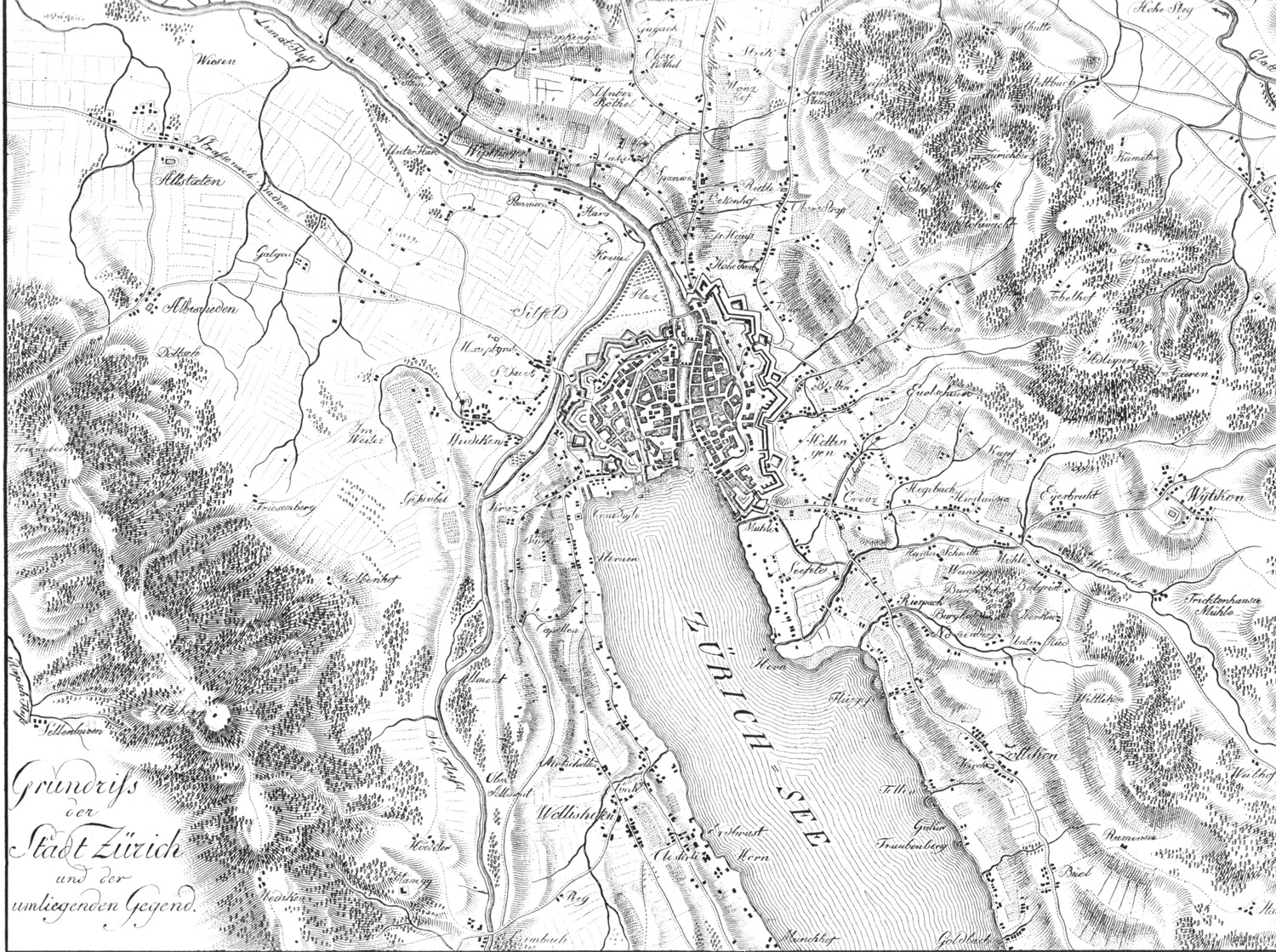
Ganzer Verlauf auf einer Karte um 1800
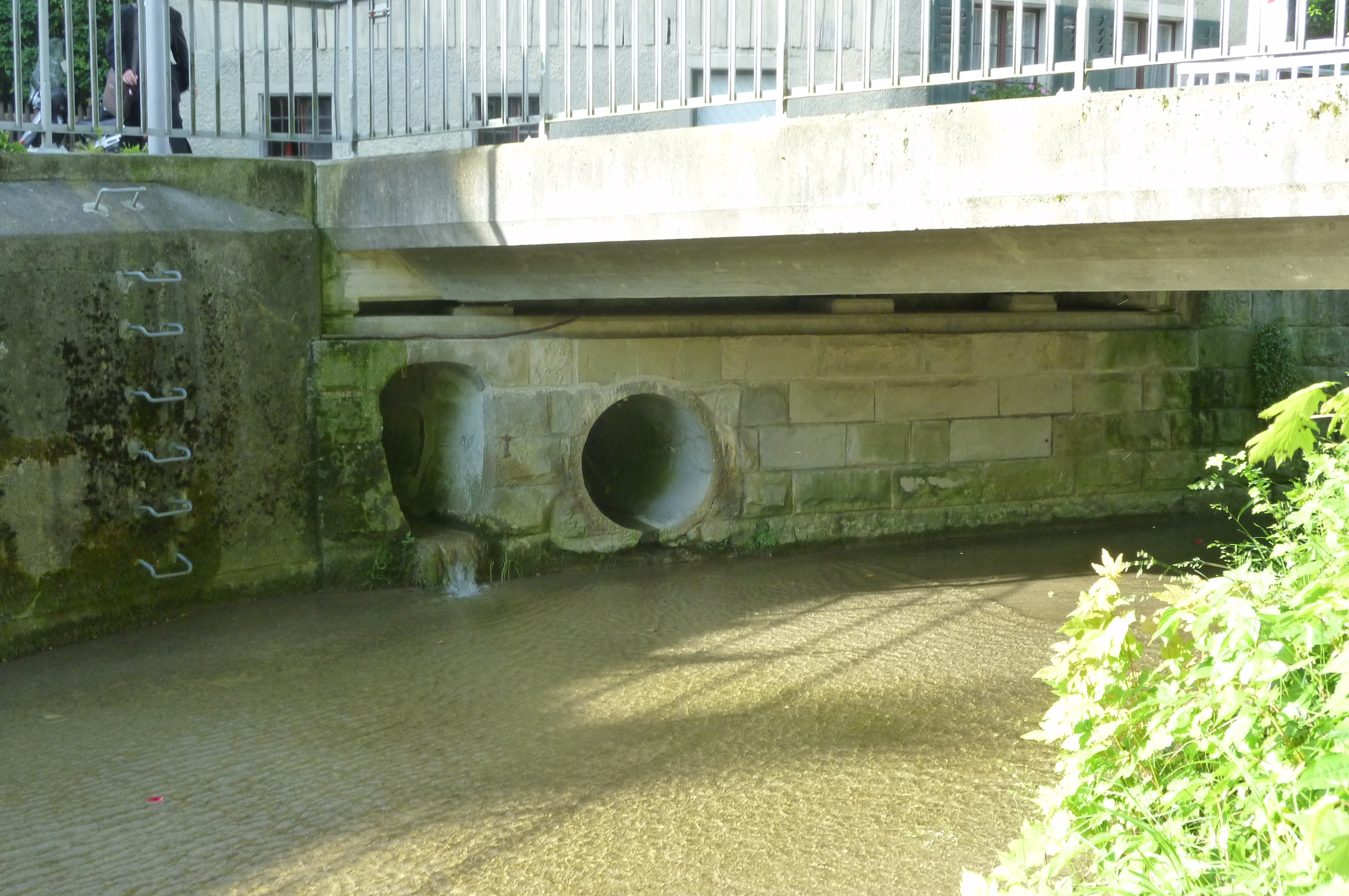
Mündung in den Wildbach